# Kashiwa (Chiba)
Kashiwa (Japans: 柏市, Kashiwa-shi) is een Japanse stad in het noordwesten van de prefectuur Chiba, aan de rechteroever van de rivier de Tone.
Tijdens de Edo-periode (1600-1868) fungeerde de plaats als halteplaats op de Mito-route (Mito kaidō 水戸街道). Bij de industrialisering tijdens de Meiji-periode (1868-1912) werd de gemeente een handelscentrum en maakte mede dankzij de aanleg van een spoorverbinding een bloeiperiode door.
Kashiwa werd op 15 november 1954 verheven tot een stad en is vooral een slaapstad voor forensen die in Tokio werken. De plaatselijke economie wordt voorts beheerst door de textielindustrie. Ook bleven enige groentekwekerijen bewaard. De bevolking groeide aan tot 332.836 inwoners op een oppervlakte van 72,91 km².
De plaatselijke voetbalclub is Kashiwa Reysol. Te Kashiwa is een van de vijf campussen van de Universiteit van Tokio gevestigd.

## Geboren
- Tsutomu Tajima (1961), Japans componist en dirigent